# Ligue mondiale de volley-ball 2002
Navigation
Édition précédente Édition suivante
La Ligue mondiale 2002 s'est déroulée du 28 juin au 18 août 2002.

## Tour intercontinental

### Poule A
| Équipes   | Pts | Joués | Gagnés | Perdus | SP | SC |
| Brésil    | 21  | 12    | 9      | 3      | 31 | 14 |
| Pologne   | 20  | 12    | 8      | 4      | 28 | 21 |
| Argentine | 16  | 12    | 4      | 8      | 19 | 26 |
| Portugal  | 15  | 12    | 3      | 9      | 15 | 32 |

### Poule B
| Équipes   | Pts | Joués | Gagnés | Perdus | SP | SC |
| Italie    | 23  | 12    | 11     | 1      | 33 | 10 |
| Espagne   | 20  | 12    | 8      | 4      | 26 | 18 |
| Chine     | 16  | 12    | 4      | 8      | 21 | 27 |
| Venezuela | 13  | 12    | 1      | 11     | 9  | 34 |

### Poule C
| Équipes   | Pts | Joués | Gagnés | Perdus | SP | SC |
| Russie    | 23  | 12    | 11     | 1      | 34 | 12 |
| Pays-Bas  | 19  | 12    | 7      | 5      | 23 | 23 |
| Allemagne | 16  | 12    | 4      | 8      | 21 | 30 |
| Cuba      | 14  | 12    | 2      | 10     | 18 | 31 |

### Poule D
| Équipes           | Pts | Joués | Gagnés | Perdus | SP | SC |
| France            | 21  | 12    | 9      | 3      | 29 | 18 |
| RF de Yougoslavie | 20  | 12    | 8      | 4      | 29 | 17 |
| Grèce             | 18  | 12    | 6      | 6      | 23 | 23 |
| Japon             | 13  | 12    | 1      | 11     | 11 | 34 |

## FinalRecifeetBelo HorizonteBrésildu 13 au 18 août

### Poule E
| Équipes  | Pts | Joués | Gagnés | Perdus | SP | SC |
| Brésil   | 6   | 3     | 3      | 0      | 9  | 1  |
| Russie   | 4   | 3     | 1      | 2      | 5  | 6  |
| Espagne  | 4   | 3     | 1      | 2      | 5  | 8  |
| Pays-Bas | 4   | 3     | 1      | 2      | 3  | 7  |

### Poule F
| Équipes           | Pts | Joués | Gagnés | Perdus | SP | SC |
| Italie            | 6   | 3     | 3      | 0      | 9  | 3  |
| RF de Yougoslavie | 5   | 3     | 2      | 1      | 8  | 3  |
| Pologne           | 4   | 3     | 1      | 2      | 4  | 6  |
| France            | 3   | 3     | 0      | 3      | 0  | 9  |

### Demi-finales
- Brésil 3-2  RF de Yougoslavie (25-27 25-19 25-12 21-25 18-16)
- Russie 3-1  Italie (23-25 25-19 25-20 25-22)

### Match pour la3eplace
- RF de Yougoslavie 3-1  Italie  (28-26 29-27 23-25 25-21)

### Finale
- Brésil 1-3  Russie  (21-25 23-25 25-22 17-25)

## Classement final
| Place              | Équipe            |
| ------------------ | ----------------- |
| Médaille d'or      | Russie            |
| Médaille d'argent  | Brésil            |
| Médaille de bronze | RF de Yougoslavie |
| 4                  | Italie            |
| 5                  | Pologne           |
| 5                  | Espagne           |
| 7                  | Pays-Bas          |
| 8                  | France            |
| 9                  | Argentine         |
| 9                  | Chine             |
| 9                  | Allemagne         |
| 9                  | Grèce             |
| 13                 | Cuba              |
| 13                 | Japon             |
| 13                 | Portugal          |
| 13                 | Venezuela         |

## Distinctions individuelles
- MVP : Ivan Miljkovic :  RF de Yougoslavie
- Meilleur attaquant : Pavel Abramov  Russie
- Meilleur central : Alexei Koulechov  Russie
- Meilleur serveur : Vadim Khamouttskikh  Russie
- Meilleur défenseur : Dutra Santos Sérgio  Brésil
- Meilleur passeur : Vadim Khamouttskikh  Russie
- Meilleur réceptionneur : Pavel Abramov  Russie